# 电阻制动
电阻制动（英語：Rheostatic braking）是铁路机车的一种制动方式，广泛应用于电力机车和电传动柴油机车。在制动过程中，将原来驱动轮对的牵引电动机转变为发电机，利用列车的惯性由轮对带动电动机转子旋转而发电，从而产生反转力矩，消耗列车的动能，达到产生制动作用的目的。而电机发出的电流通过专门设置的电阻器，采用通风散热将热量消散于大气。
由於电阻制动的原理是因为转子有电流流动，在定子的磁场产生与转动方向相反的力矩，制动力与速度成正比，因此当机车运行速度较低（～10公里／小时）的时候，由于转子转速慢，减少了产生的电流和反转力矩，会导致制动效率大幅下降甚至失效。加馈电阻制动正是为了解决这个问题而出现，在低速制动时由机车电路系统为转子供给一定电流，增加制动力，使机车在慢速下也能进行电阻制动，有效扩大电阻制动的应用范围。
动力制动(Dynamic braking)应用包含电阻制动(Rheostatic braking)和再生制动(Regenerative braking)二种；都是利用旋转电机的可逆性，将动能转为电能的列车制动方式;最早的应用是将列车动能产生的电能透过电阻器消耗用于减速。再生制动则是在电阻制动基础上进一步发展而成的制动方式，将制动过程发出的电能反馈回电气化铁路供电网，使本来由电能变成的动能再生为电能，而不是变成热能消散掉。电阻制动应用最早，所以早先电阻制动也称动力制动，目前则扩展包含了再生制动。

## 优点
- 与传统的踏面制动相比，电阻制动的使用能有效降低轮对踏面磨耗，延长闸瓦和轮对的寿命。
- 由于机械摩擦系数随着温度的提高而下降，踏面制动的效率与机车速度成反比；而电阻制动相反，速度越高制动效果越明显。
- 电阻制动也可以用于列车下坡时的恒速控制。

## 应用限制
- 最大励磁（英语：Zeyathiri Township）电流限制：若超过此限制则励磁绕组会发热，严重会烧损绕组；另一方面磁路饱和，磁通增加有限，调节效果不明显。
- 粘着力限制：若机车制动力大于此限制会导致机车滑行。
- 最大制动电流限制：取决于直流电动机的电枢绕组的运行温升，一般不超过正常牵引工况时的持续电流。
- 最大制动功率限制：由于机车的制动电阻的功率、冷却能力有限，电阻制动的最大功率一般由制动电阻的容许发热量决定，通常等于等于或小于机车的小时功率。
- 牵引电动机安全换向限制：直流牵引电动机的安全换向取决于电抗电势，要维持电抗电势在容许值内，随着速度的提高必须相应的减少制动电流。

## 参看
- 踏面制动
- 再生制动